# Guillermo Prado
Guillermo Prado Catalán (Santiago, 1910-Santiago, 3 de agosto de 2003) fue un artesano volantinero, inventor, autodidacta y profesor de aeromodelismo chileno, conocido por perfeccionar el diseño del volantín y por inventar el carrete de volantín.
Realizó diversas exposiciones durante su carrera, entre las que destaca la hecha en el Museo Nacional de Bellas Artes. En 1989 se le otorgó el premio Lorenzo Berg al mejor artesano nacional. Según el pintor Nemesio Antúnez, Prado fue «[el volantinero] más grande en la historia de Chile».

## Biografía
De origen humilde, fabricó volantines desde los siete años con su familia para venderlos en septiembre (mes en el cual es tradicional «elevar volantines» en Chile). A raíz de esto, comenzó su afición por el volantinismo y por el vuelo en general. Compró libros, estudió aeronáutica de forma autodidacta y se instruyó con las cometas de China.
Cursó sus estudios formales en el Liceo Nocturno Federico Hansen de Santiago, que ha funcionado desde 1916 en las dependencias del Liceo de Aplicación, donde aprendió marroquinería fina. Sus estudios y habilidades le hicieron llegar incluso a ejercer como profesor civil de aeromodelismo en la Escuela de Aeronáutica de la Fuerza Aérea de Chile.
En 1971, la revista Nosotros los Chilenos, así trabajo yo, de la editorial Quimantú, incluyó una entrevista a Prado, en la cual se enfatizaba su profesión de volantinero y su cariño profesado a esta. Este tipo de publicaciones accesibles y de gran tiraje, hicieron que se hiciera conocido en su país. También en 1971, y como reconocimiento a la maestría plástica y funcional de sus creaciones, fue invitado a exponer su trabajo en el Museo Nacional de Bellas Artes, en la muestra titulada «Volantines de Guillermo Prado», realizada del 10 al 26 de septiembre (fechas entre las que se sitúan las Fiestas Patrias de Chile). También realizó exposiciones en el Instituto Chileno-Británico y el Instituto Chileno-Brasileño de Cultura. 
En 1989 recibió el premio Lorenzo Berg al mejor artesano nacional, presentado en la Feria Internacional de Artesanía Tradicional que organiza la Pontificia Universidad Católica de Chile. Durante 1990 apareció en el episodio «Los volantines y los volantineros» del programa Ojo con el arte (de Televisión Nacional de Chile); en él se puede ver a Prado junto con sus volantines, su disco volador y su libélula artificial. Posteriormente, fue invitado para exponer de manera anual en la Muestra de Artesanía UC hasta 2002. Su nieto, quien continuó con su legado, siguió representándolo.
Murió en la capital chilena en 2003; pidió ser incinerado.

## Invenciones y mejoras
En el taller de su casa en la comuna santiaguina de Quinta Normal, trabajó en sus inventos e introdujo mejoras en el diseño del volantín.

### Disco y libélula voladores
Inventó un disco volador, cuyos planos suscitaron el interés de oficiales de la Fuerza Aérea de los Estados Unidos durante un evento de aeromodelismo en la década de 1950, los cuales no quiso vender al imaginar que podían ser usados con fines bélicos. Asimismo, creó una libélula artificial capaz de volar en la década de 1960.

### Carrete de volantín

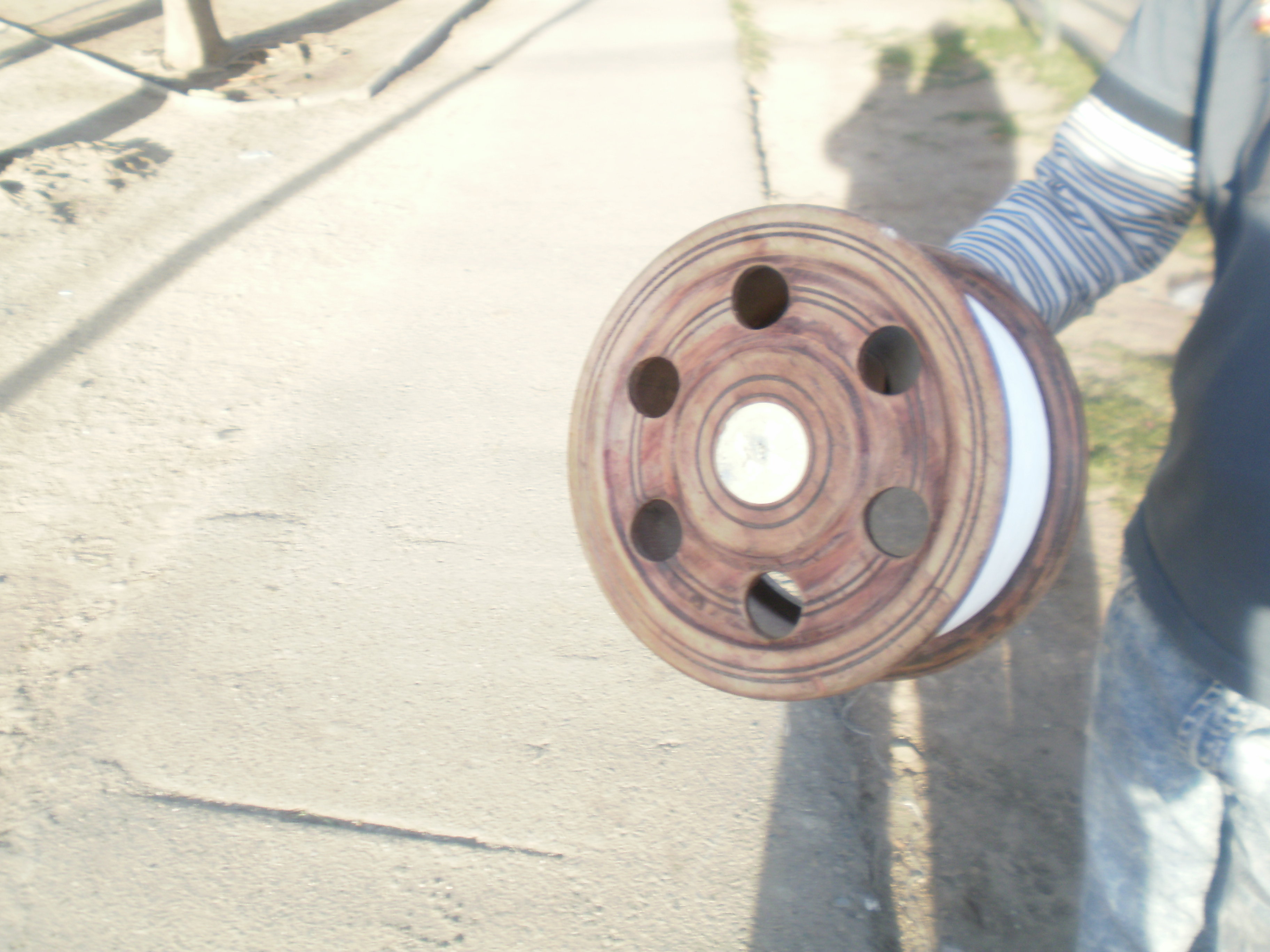
Carrete de volantín

También en la década de 1960, y para manejar el hilo de los volantines —la versión chilena de las cometas—, inventó el carrete de volantín: un artefacto rotatorio fabricado con madera o plástico que sirve para cambiar fácil y velozmente la longitud del hilo de los volantines. Posee un rodamiento, una manilla interior y generalmente seis orificios para maniobrarlo. Fue distribuido internacionalmente pero no lo patentó.
Antes de su invención, los volantines se manejaban a mano, manteniendo el hilo en un ovillo o en envases plásticos artesanales, lo que dificultaba enrollarlo; la invención del carrete de volantín mejoró la maniobrabilidad del mismo e introdujo nuevas formas de juego en el deporte del volantinismo, como la técnica «comisión a la recogida».

### Volantín
También en la década de 1960, fue contactado por el presidente de Chile, Eduardo Frei Montalva, para adquirir sus volantines y regalarlos a los niños en Navidad. En 1962 expuso por primera vez su obra en una feria de artesanía, fue invitado a la Feria de Arte Popular, celebrada con motivo del Mundial de Fútbol organizado ese año en Chile. Presentó volantines con forma de las banderas de los países participantes en dicho evento.
Se dedicó a mejorar el diseño del volantín haciendo uso de sus conocimientos de aerodinámica. Analizó matemáticamente su peso y tamaño para lograr el mejor vuelo y eliminar la cola, determinando las medidas ideales entre 48 y 52 centímetros cuadrados. Innovó la forma de los palillos e introdujo la madera de alerce, araucaria y raulí. Confeccionó los suyos a partir de diseños propios utilizando trozos de papel de diferentes colores, pegados entre sí de acuerdo con intrincados diseños y un cálculo detallado. También, para reforzar los bordes de algunos volantines, usó un hilo continuo de algodón, dentro del borde plegado y pegado con laca. Los volantines de Guillermo Prado inspiraron varias obras del pintor chileno Nemesio Antúnez.